# پیوس هفتم
پاپ پیوس هفتم (به انگلیسی: Pius VII) ( تولد: ۱۴ اوت ۱۷۴۲ - درگذشت :۲۰اوت ۱۸۲۳ ) یکی از پاپ‌های کلیسای کاتولیک رم بود که در ایتالیا به دنیا آمد و از ۱۸۰۰ تا ۱۸۲۳ میلادی پاپ بود.
پیوس هفتم در تاج‌گذاری ناپلئون حضور داشت.